# Волф Бирман
Волф Бирман (на немски: Wolf Biermann) е германски поет и певец.

## Биография и творчество
Волф Бирман е роден на 15 ноември 1936 г. в Хамбург в семейството на пристанищен работник-комунист от еврейски произход. През 1943 г. бащата на бъдещия поет умира в концентрационния лагер Аушвиц.
След Втората световна война Волф Бирман се присъединява към пионерската организация. Завършва гимназия в Хамбург и през 1953 г. 17-годишният Бирман по идеологически подбуди се преселва в ГДР.
През годините 1955-1957 изучава икономика в Берлинския Хумболтов университет, но не завършва. Привлечен от театъра, през 1957 г. той се присъединява към Брехтовия „Берлинер ансамбъл“, където в продължение на две години е асистент-режисьор. През 1959 г. се завръща в университета в Берлин и до 1963 г. учи философия и математика.
В университета Бирман започва да пише песни. Първите му опити са вдъхновени от Франсоа Вийон, Брехт и Жорж Брасенс. През 1960 г. публикува първите си песни и стихотворения, а през 1961 г. основава Работнически и студентски театър. Пиесата му по проблема с Берлинската стена е забранена.
Отношенията на поета с властите рязко се влошават. Волф Бирман става непримирим критик на Германската единна социалистическа партия (ГЕСП) и ГДР. През 1966 г. му налагат забрана за изяви и публикации. През ноември 1976 г. след официално разрешено концертно турне във ФРГ му отказват завръщането в ГДР и му отнемат гражданството. Този акт на правителството предизвиква широки протести в Източна и Западна Германия. Останал на Запад, Бирман продължава да композира и изпълнява песни.
Стихосбирките на Волф Бирман спадат към най-продаваните творби на немската следвоенна литература. Поетът е отличен с многобройни литературни награди на Западна, а по-късно и на Обединена Германия.

### Дискография
- Wolf Biermann zu Gast bei Wolfgang Neuss, 1965
- 4 neue Lieder, 1968
- Chausseestraße 131, 1968
- Der Biermann kommt, 1970
- Wolf Biermann, CHILE – Ballade vom Kameramann / Commandante Che Guevara, 1973
- Warte nicht auf beßre Zeiten, 1973
- aah – ja!, 1974
- Liebeslieder, 1975
- Es gibt ein Leben vor dem Tod, 1976
- Der Friedensclown, 1977
- Das geht sein’ sozialistischen Gang, 1977
- Trotz alledem!, 1978
- Hälfte des Lebens, 1979
- Eins in die Fresse, mein Herzblatt, 1980
- Wir müssen vor Hoffnung verrückt sein, 1982
- Im Hamburger Federbett, 1983
- Die Welt ist schön..., 1985
- Seelengeld, 1986
- VEBiermann, 1988
- Gut Kirschenessen. DDR – ça ira!, 1989
- Nur wer sich ändert, 1991
- Süßes Leben – Saures Leben, 1996
- Brecht, Deine Nachgeborenen, 1999
- Paradies uff Erden – Ein Berliner Bilderbogen, 1999
- Ermutigung im Steinbruch der Zeit, 2001
- Großer Gesang vom ausgerotteten jüdischen Volk, Lesung von Yitzak Katzenelson, 2004
- Das ist die feinste Liebeskunst – Shakespeare-Sonette, 2005
- Hänschen-klein ging allein..., 2005
- Heimat – Neue Gedichte, 2006
- Heimkehr nach Berlin Mitte, 2007
- in diesem Lande leben wir..., 2011
- Ach, die erste Liebe..., Mit Pamela Biermann, 2013
- Warte nicht auf bessre Zeiten! Die Autobiographie

### Публикации
- Liebesgedichte, 1962
- Sonnenpferde und Astronauten, 1964
- Nachrichten von den Liebenden, 1964
- Die Drahtharfe, 1965
- Meine Mietskasernenbraut, 1965
- Berlin, 1965
- Mit Marx- und Engelszungen. Gedichte, Balladen, Lieder, 1968
- Der Dra-Dra. Die Große Drachentöterschau in acht Akten mit Musik, 1970
- Deutschland. Ein Wintermaerchen, 1972
- Für meine Genossen. Hetzlieder, Gedichte, Balladen, 1972
- Das Märchen vom kleinen Herrn Moritz, der eine Glatze kriegte, 1972
- Nachlaß I, 1977
- Preußischer Ikarus, 1978
- Das Märchen von dem Mädchen mit dem Holzbein. Ein Bilderbuch von Natascha Ungeheuer, 1979
- Verdrehte Welt – das seh’ ich gerne. Lieder, Balladen, Gedichte, Prosa, 1982
- Affenfels und Barrikade, 1986
- Klartexte im Getümmel. 13 Jahre im Westen, 1990
- Über das Geld und andere Herzensdinge – Prosaische Versuche über Deutschland, 1991
- Alle Lieder, 1991
- Der Sturz des Daedalus oder Eizes für die Eingeborenen der Fidschi-Inseln über den IM Judas Ischariot und den Kuddelmuddel in Deutschland nach dem Golfkrieg, 1992
- Alle Gedichte, 1995
- Wie man Verse macht und Lieder. Eine Poetik in acht Gängen, 1997
- Paradies uff Erden. Ein Berliner Bilderbogen, 1999
- Die Ausbürgerung. Anfang vom Ende der DDR, 2001
- Über Deutschland Unter Deutschen, 2002
- Die Gedichte und Lieder 1960 bis 2001, 2003
- Eleven Outlined Epitaphs. Elf Entwürfe für meinen Grabspruch, 2003
- Das ist die feinste Liebeskunst. 40 Shakespeare Sonette, 2004
- Heimat. Neue Gedichte, 2006
- Fliegen mit fremden Federn. Nachdichtungen und Adaptionen, 2011
- Warte nicht auf bessre Zeiten! Die Autobiographie, 2016
- Im Bernstein der Balladen. Lieder und Gedichte, 2016

## Награди и отличия
- 1969: „Награда Теодор Фонтане“ на град Берлин
- 1971: Jacques-Offenbach-Preis
- 1973: Deutscher Schallplattenpreis
- 1975: Deutscher Schallplattenpreis
- 1977: Deutscher Schallplattenpreis
- 1979: Deutscher Kleinkunstpreis für Chanson
- 1989: „Награда Фридрих Хьолдерлин на град Бад Хомбург“
- 1991: „Награда Мьорике“ на град Фелбах
- 1991: „Награда Георг Бюхнер“
- 1993: „Награда Хайнрих Хайне“ на град Дюселдорф
- 1998: „Национална награда на Германия“
- 2001: Heinz-Galinski-Preis
- 2006: „Награда Йоахим Рингелнац“ за поезия
- 2006: Verdienstorden der Bundesrepublik Deutschland
- 2007: Ehrenbürgerwürde der Stadt Berlin
- 2008: Theodor-Lessing-Preis
- 2008: Ehrendoktor der Philosophie der Humboldt-Universität zu Berlin
- 2015: Marion-Samuel-Preis